# آئوروس
آئوروس (روسی: Аурус) با نام کامل آئوروس موتورز (روسی: Аурус Моторс) شرکت خودروسازی لوکس روسی است، که در سال ۲۰۱۸ توسط شرکت نامی اتوموتیو تأسیس شد. این شرکت در ابتدا صرفاً به‌عنوان سازنده خودروهای کاروان ریاست‌جمهوری روسیه فعالیت می‌کرد تا اینکه در سال ۲۰۲۱ نخستین مدل غیرحکومتی آن، یعنی آئوروس سنات، در ماه مه وارد مرحله تولید شد. این خودروساز اعلام کرده که در سال ۲۰۲۳ تعداد ۱۱۵ دستگاه خودرو فروخته است. نسخه‌های فیس‌لیفت این خودرو برای سال‌های ۲۰۲۶ و ۲۰۳۰ برنامه‌ریزی شده‌اند. همچنین، رئیس‌جمهور پوتین در سال ۲۰۲۴ از نسخه فیس‌لیفت‌شده آئوروس استفاده کرده است.

## وجه تسمیه
به‌گفته شرکت، «Aurus» یک تکواژ چندوجهی از آئورا یا آئوروم (واژه لاتین به‌معنای «طلا») و روس (به‌معنای روسیه) است.

## تاریخچه

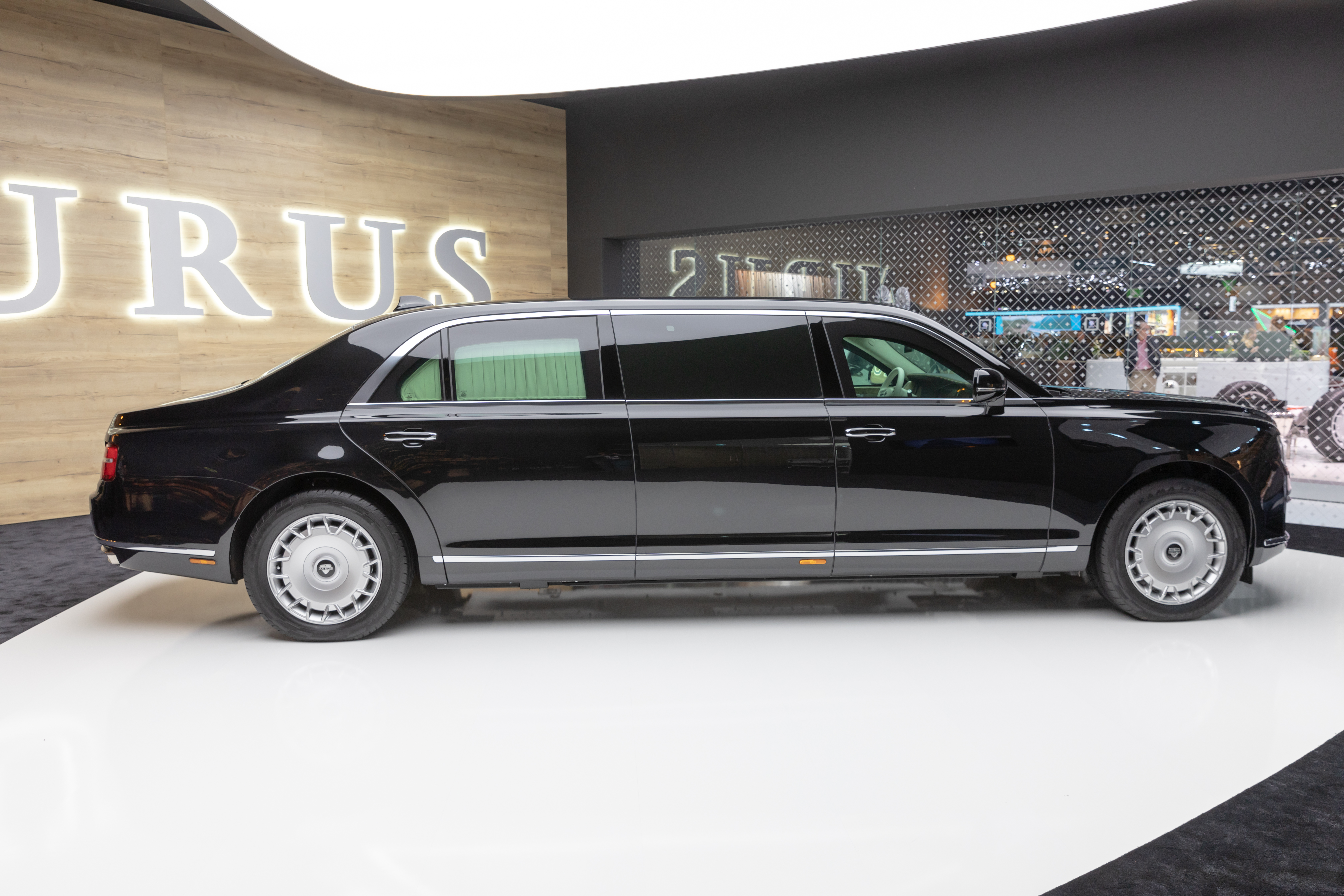
لیموزین آئوروس سنات در نمایشگاه بین‌المللی خودروی ژنو

در سال ۲۰۱۳، نامی اتوموتیو (مؤسسه تحقیقات خودرو و موتور روسیه) کار بر روی توسعه خودروی جدید ریاست‌جمهوری روسیه را آغاز کرد تا جایگزین مدل مرسدس-بنز اس ۶۰۰ پولمن گارد شود که در آن زمان مورد استفاده بود.
طراح ارشد این پروژه وادیم پرورزف است که پیش از این به مدت پانزده سال برای شرکت خودروسازی فیات و قبل‌تر برای گاز کار کرده بود. یوری چرننکو طراح ارشد پروژه آئوروس است.
در سال ۲۰۱۸، خودروی جدید ریاست‌جمهوری روسیه به همراه خودروهای همراه کاروان تحت برند آئوروس کورتژ (کلمه‌ای روسی به‌معنای «کاروان تشریفاتی») معرفی شد. این مجموعه شامل سدان و لیموزین سِنات، ون آرسنال و خودروی شاسی‌بلند کومندانت است. نام این سه مدل از برج‌های کرملین مسکو گرفته شده است.
در تاریخ ۱۹ فوریه ۲۰۱۹، وزارت صنعت و تجارت روسیه اعلام کرد که شرکت هلدینگ توازن مستقر در ابوظبی، امارات متحده عربی، طی سه سال آینده با سرمایه‌گذاری ۱۲۴ میلیون دلاری، ۳۶٪ از سهام آئوروس موتورز را خریداری کرده و مسئول توزیع خودروهای آئوروس در خاورمیانه خواهد بود. 

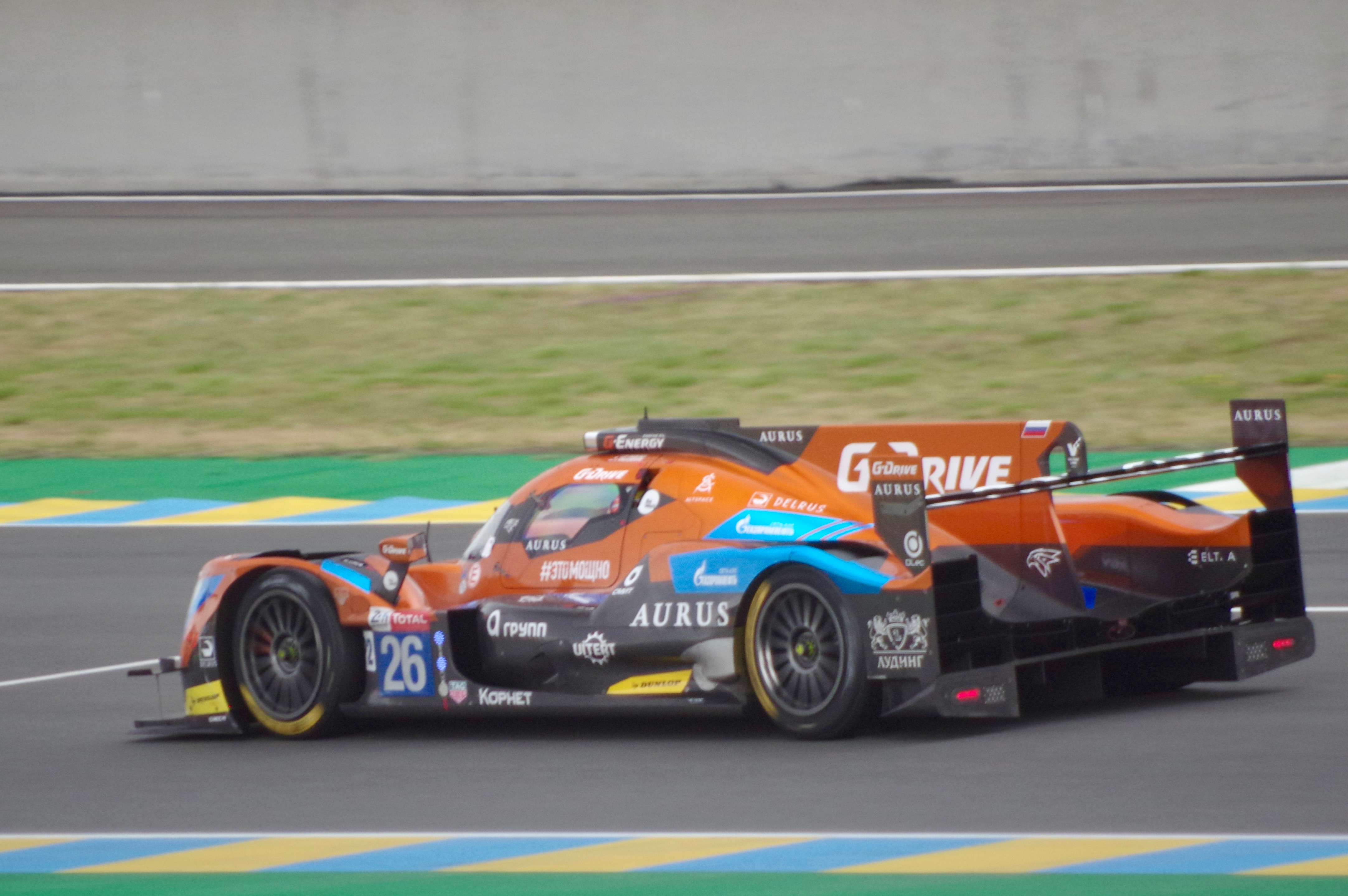
آئوروس ۰۱ در مسابقات ۲۴ ساعته لمانز ۲۰۱۹

در نمایشگاه بین‌المللی خودروی ژنو ۲۰۱۹ در ماه مارس، شرکت آئوروس مدل‌های سِنات و سناتِ لیموزین را به نمایش گذاشت که پیش‌نمایشی از عرضه این مدل‌ها به بازار بود.
در مسابقات ۲۴ ساعته لمانز در تاریخ ۱۵ تا ۱۶ ژوئن ۲۰۱۹، تیم «جی-درایو ریسینگ» با همکاری آئوروس، خودروی اورکا ۰۷ را با نام تجاری «آئوروس ۰۱» وارد مسابقه کرد. این تیم با طی ۳۶۴ دور، در جایگاه یازدهم قرار گرفت.
در مه ۲۰۲۱، شرکت سولرس تولید مدل غیرحکومتی سنات را در کارخانه فورد سولرس در یلابوگا، تاتارستان آغاز کرد؛ همان جایی که نسخه روسی فورد ترانزیت نیز تولید می‌شود. مدل پایه این خودرو با قیمتی در حدود ۱۸ میلیون روبل (۲۴۳ هزار دلار) عرضه شد و نسخه آغازین یا «لانچ ادیشن» با قیمتی در حدود ۲۲ میلیون روبل (۲۹۷ هزار دلار) به بازار آمد.